# لوتوهینه
لوتوهینه (به روسی: Лутугине) شهری در استان لوهانسک در کشور اوکراین واقع شده‌است. جمعیت این شهر ۱۷,۱۳۴ نفر (۲۰۲۱ تخمینی) است.

## نگارخانه

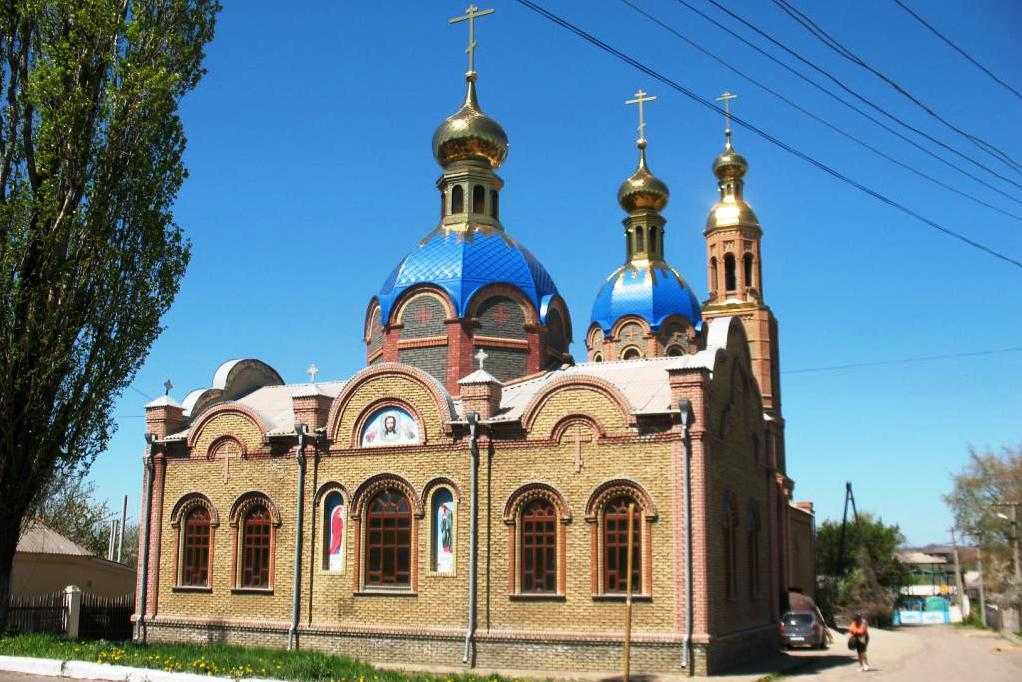
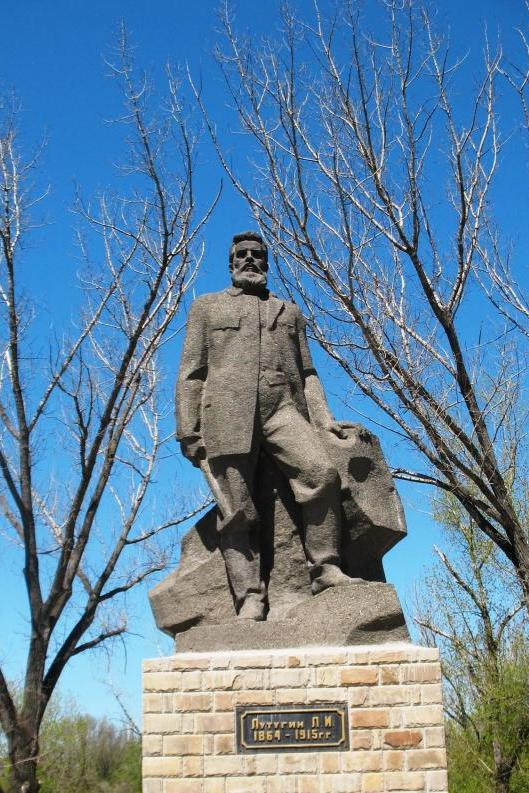